# Sveta Nedelja (Zagreb)
Sveta Nedelja  indtil 1991, Sveta Nedjelja er en by i storbyområdet og distriktet Zagreb , beliggende i det nordlige Kroatien.

## Geografi
Sveta Nedelja ligger vest for Zagreb nær byen Samobor. Den har en afkørsel på A3-motorvejen, som passerer nordvest-sydøst gennem byen, og gaden Franjo Tuđman mod øst-vest mod Podsused broen.